# Alles außer Sex
Alles außer Sex ist eine deutsche Fernsehserie, die von 2005 bis 2007 vom Sender ProSieben ausgestrahlt wurde. Thematisch erinnert sie an die US-amerikanische Fernsehserie Sex and the City und die britische Serie Coupling – Wer mit wem?.
Produziert wurde die Serie von Lunet Entertainment, Produzenten waren Annette Reeker und Ludwig zu Salm.

## Handlung
Minza, Valerie, Edda und Frenzy sind erfolgreiche Frauen um die 30 und Freundinnen. Valerie ist mit Frieder verheiratet, Frenzy ist mit Nic, einer Frau, liiert, Edda hat mehrere Affären und Minza ist geschieden und hat eine Tochter. In der „Maschine“, einer Kombination aus Waschsalon und Partylokal ihres Freundes Dieter, ihrem Lieblingstreffpunkt in München, kommen die vier immer wieder zusammen und erzählen sich von ihren Erlebnissen und Sehnsüchten.

## Besetzung
| Schauspieler       | Rollenname                           | Auftritte |
| ------------------ | ------------------------------------ | --------- |
| Simone Hanselmann  | Dr. med. Edda König                  | 1.01–2.12 |
| Annette Frier      | Miriam „Minza“ Düring, gesch. Keller | 1.01–2.12 |
| Miranda Leonhardt  | Franziska „Frenzy“ Heckhausen        | 1.01–2.12 |
| Rhea Harder        | Valerie Kopp                         | 1.01–2.03 |
| Kathrin Kühnel     | Isabell „Bella“ Seifert              | 2.03–2.12 |
| Gregor Bloéb       | Dieter Maasen                        | 1.01–2.12 |
| Simon Verhoeven    | Philip Möller                        | 1.01–2.12 |
| Michael Lott       | Dr. Frieder Kopp                     | 1.01–2.03 |
| Clemens Löhr       | Dr. Arthur Hausmann                  | 2.01–2.12 |
| Gerd Silberbauer   | Gerd Steiner                         | 2.01–2.07 |
| Lutz Winde         | Rolf Keller                          | 2.01–2.09 |
| Matthias Walter    | Alexander Seifert                    | 2.03–2.10 |
| Stephan Luca       | Dr. Lennart Fuchs                    | 2.01–2.12 |
| Jan-Hendrik Kiefer | Moritz Wagner                        | 1.08–2.04 |
| Patricia Aulitzky  | Vivian Steiner                       | 1.07–2.01 |

## Hintergrund
Bereits im Fernsehfilm Das zweite Mal (alternativ: Sex und Mehr), der im November 2004 auf ProSieben ausgestrahlt wurde, waren die Charaktere der TV-Serie vertreten. Minza wurde von Mina Tander, Valerie von Stefanie Stappenbeck gespielt, und der Handlungsort wurde später von Köln nach München verlegt. Nachdem die Arbeitstitel „Sex und Mehr“ und „Freundinnen für immer“ verworfen worden waren, erhielt die Serie schließlich den Titel „Alles außer Sex“. Die Serie wird in der ProSieben-Reihe „Made by ProSieben“ gezeigt. Die Produktionskosten beliefen sich auf ca. 1,7 Mio. Euro pro Folge. Im März 2006 erschien die Reihe auf DVD.
In der ersten Staffel führte der Österreicher Peter Gersina Regie, der in Deutschland als Drehbuchautor des Films Das merkwürdige Verhalten geschlechtsreifer Großstädter zur Paarungszeit bekannt wurde. Den Titelsong Wir sind keine Engel sang Isabelle Flachsmann. 
Im April 2006 begannen unter der Regie von Matthias Steurer die Dreharbeiten für die zweite Staffel, die zwölf Folgen umfasst. Mit Kathrin Kühnel als Isabelle ist ein neuer Charakter vertreten, nachdem Rhea Harder, die die Valerie gespielt hat, aus der Serie ausgestiegen ist. Der neue Titelsong You’ve Got a Friend ist eine Coverversion des gleichnamigen Songs von Carole King.
Im Oktober 2006 wurde die Serie in Frankreich ausgestrahlt.

## Episoden

### Erste Staffel
| Nr. (Gesamt) | Folgentitel                   | Erstausstrahlung  |
| ------------ | ----------------------------- | ----------------- |
| 1            | Die Harten und die Zarten     | 09. November 2005 |
| 2            | Der richtige Zeitpunkt        | 16. November 2005 |
| 3            | Ganz mein Typ                 | 23. November 2005 |
| 4            | Ich, mein Körper und er       | 30. November 2005 |
| 5            | Geheimnisse des Lebens        | 06. Dezember 2005 |
| 6            | Sex mit dem Ex                | 13. Dezember 2005 |
| 7            | Stille Nacht, heimliche Nacht | 20. Dezember 2005 |
| 8            | Der Morgen danach             | 20. Dezember 2005 |

### Zweite Staffel
| Nr. (Gesamt) | Folgentitel         | Erstausstrahlung |
| ------------ | ------------------- | ---------------- |
| 9            | Für immer jung      | 14. Juli 2007    |
| 10           | Liebesübungen       | 14. Juli 2007    |
| 11           | Körpersprache       | 21. Juli 2007    |
| 12           | Der perfekte Po     | 21. Juli 2007    |
| 13           | Vorspiel            | 28. Juli 2007    |
| 14           | Kuss und Schluss    | 28. Juli 2007    |
| 15           | Falsche Helden      | 04. August 2007  |
| 16           | Alles außer Männern | 04. August 2007  |
| 17           | Gefährliche Momente | 11. August 2007  |
| 18           | Mann gesucht!       | 11. August 2007  |
| 19           | Stellungsspiel      | 19. August 2007  |
| 20           | Ja, ich will        | 19. August 2007  |

## Ausstrahlung und Einschaltquoten
Die Premierenfolge Die Harten und die Zarten, die am 9. November 2005 gesendet wurde, sowie die folgenden wurden am Mittwochabend um 20:15 Uhr gesendet. Ab dem 6. Dezember 2005 erfolgt die Ausstrahlung, aufgrund nachlassender Marktanteile, am Dienstagabend, ebenfalls zur Primetime.
Obwohl die Serie nicht kontinuierlich erfolgreich war, wurde eine zwölf Folgen umfassende zweite Staffel gedreht. Die Dreharbeiten hierfür fanden bis Oktober 2006 in München statt. Die zweite Staffel wurde ab dem 14. Juli 2007 samstags in Doppelfolgen ab 20:15 Uhr gesendet. Die beiden letzten Folgen der Staffel wurden jedoch aufgrund schlechter Marktanteile am Sonntag ab 13:10 Uhr ausgestrahlt.
Eine unvollständige Auflistung gemessener Einschaltquoten und Marktanteile veranschaulicht die folgende Tabelle: 
| Datum                       | Zuschauer | Zuschauer       | Marktanteil | Marktanteil     | Quelle               |
| Datum                       | Gesamt    | 14 bis 49 Jahre | Gesamt      | 14 bis 49 Jahre | Quelle               |
| --------------------------- | --------- | --------------- | ----------- | --------------- | -------------------- |
| 9. November 2005            | 2,91 Mio. | 2,20 Mio.       | 9,0 %       | 16,7 %          | [ 4 ]                |
| 16. November 2005           | 2,04 Mio. | 1,60 Mio.       | 5,9 %       | 11,3 %          | [ 8 ]                |
| 23. November 2005           | 1,66 Mio. | 1,25 Mio.       | 4,9 %       | 9,0 %           | [ 9 ]                |
| 30. November 2005           | 1,54 Mio. | –               | 4,6 %       | 8,4 %           | [ 5 ]                |
| 6. Dezember 2005            | 1,40 Mio. | 1,04 Mio.       | 4,2 %       | 7,7 %           | [ 10 ] [ 11 ] [ 12 ] |
| 13. Dezember 2005           | 1,78 Mio. | 1,44 Mio.       | 5,4 %       | 10,6 %          | [ 11 ]               |
| 20. Dezember 2005           | –         | –               | –           | 11,1 %          | [ 3 ]                |
| 14. Juli 2007 (20:15 Uhr)   | 0,95 Mio. | 0,69 Mio.       | 4,6 %       | 10,7 %          | [ 13 ]               |
| 14. Juli 2007 (21:15 Uhr)   | 1,24 Mio. | 0,88 Mio.       | 15,8 %      | 12,4 %          | [ 13 ]               |
| 21. Juli 2007 (20:15 Uhr)   | 0,73 Mio. | –               | 3,1 %       | 6,6 %           | [ 14 ]               |
| 21. Juli 2007 (21:15 Uhr)   | 0,86 Mio. | –               | 3,5 %       | 7,0 %           | [ 14 ]               |
| 28. Juli 2007 (20:15 Uhr)   | –         | 0,64 Mio.       | 3,7 %       | 7,4 %           | [ 15 ]               |
| 28. Juli 2007 (21:15 Uhr)   | –         | –               | 4,5 %       | 9,2 %           | [ 15 ]               |
| 4. August 2007 (20:15 Uhr)  | 0,62 Mio. | 0,47 Mio.       | 3,1 %       | 7,1 %           | [ 16 ]               |
| 4. August 2007 (21:15 Uhr)  | –         | –               | 4,0 %       | 8,4 %           | [ 16 ]               |
| 11. August 2007 (20:15 Uhr) | 0,67 Mio. | –               | –           | 6,0 %           | [ 17 ]               |
| 11. August 2007 (21:15 Uhr) | 0,87 Mio. | –               | –           | 7,0 %           | [ 17 ]               |
| 19. August 2007 (13:10 Uhr) | 0,42 Mio. | –               | –           | 7,1 %           | [ 18 ]               |
| 19. August 2007 (14:10 Uhr) | 0,62 Mio. | –               | –           | 9,6 %           | [ 18 ]               |